# Abbaye de Winchcombe
L'abbaye de Winchcombe est un ancien monastère bénédictin d'Angleterre situé à Winchcombe, dans le Gloucestershire.
Fondée en 798 par le roi Cenwulf de Mercie, elle est dédicacée en 811 par l'archevêque de Cantorbéry Wulfred. Elle est particulièrement associée au culte de Kenelm, le fils de Cenwulf. Dans les années 970, après les troubles des invasions vikings, elle fait partie des monastères refondés par la réforme bénédictine, et Germanus de Winchester en devient l'abbé.
En 1539, l'abbaye est fermée dans le cadre de la dissolution des monastères et démolie peu après. Ses bâtiments ont presque complètement disparu.